# 矢田堀鴻

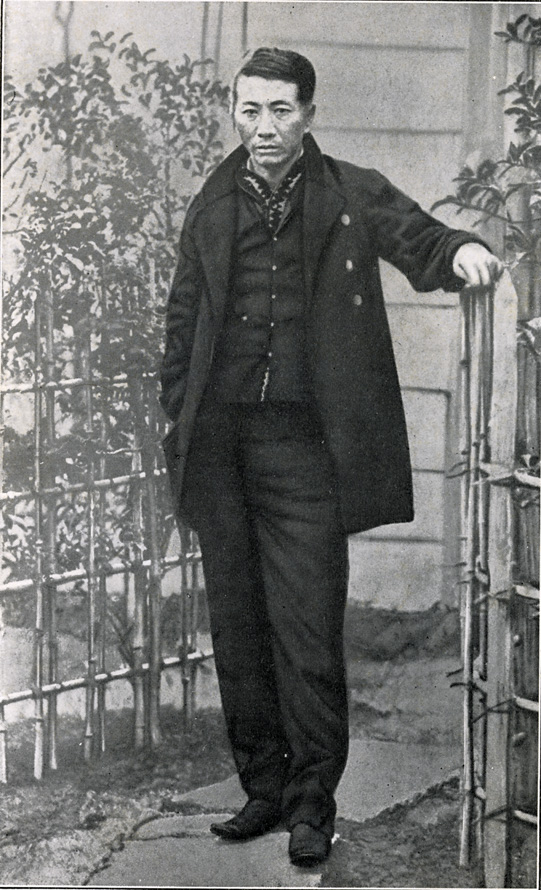
矢田堀鴻(1829-1887)

矢田堀 鴻（やたぼり こう、文政12年（1829年） - 明治20年（1887年）12月18日）は、日本の武士（幕臣）で、江戸幕府幕府海軍最後の海軍総裁。名は景蔵。官位は、讃岐守。函陵と号した。

## 生涯

### 生い立ち
幕府小普請方、荒井精兵衛の三男として、江戸に生まれる。長兄・荒井清兵衛の長男が、荒井郁之助である。小普請方、矢田堀又蔵の養子となる。
10代のころから昌平坂学問所に学んだものと思われる。嘉永元年（1848年）、数えで20のときには学問御試を受け、白銀10枚を賜っている。後に勝海舟は矢田堀の墓碑銘に、「弱冠にして昌平学校生徒となり、学業日に進み、田辺太一、塚本恒甫と時に三才子の称あり」という言葉をよせている。
嘉永3年（1850年）、養父の死去によって跡目を継ぐ。2年後には、甲府徽典館の学頭となった。黒船来航当時は、甲府にいたもようである。

### 長崎オランダ海軍伝習
安政2年（1855年）、長崎海軍伝習所が開かれる運びとなって、矢田堀は、勝海舟、永持亨次郎とともに筆頭格で伝習生に選ばれる。ここでも矢田堀は、航海術習得において抜群の才を示した。2年ほどたって、幕府は、幕臣伝習生を教師として、築地に軍艦教授所を設けることを決めた。矢田堀は、その教授頭に選ばれたのだが、伝習所長だった永井尚志も江戸へ帰ることとなり、矢田堀を船将として観光丸での航海が試みられた。伝習生たちは、見事に成果を見せて、江戸へ帰着した。
その翌年、観光丸は佐賀藩に貸し出されることとなったため、再び矢田堀が船将となり、第1期伝習生の手で長崎へ回航された。そのとき長崎には、第2次オランダ人教師団のカッテンディーケがいたのだが、矢田堀の指揮ぶりを次のように賞賛している。
矢田堀たちは、2ヶ月後に咸臨丸で江戸へ帰った。

### 幕府海軍エリートの挫折
文久元年（1861年）、軍艦奉行・木村芥舟によって、軍艦頭取に取り立てられる。これは、海軍設立をめざした軍政改革によるもので、矢田堀は、同時に頭取となった小野友五郎、伴鉄太郎とともに、誕生した幕府海軍の中枢を担うこととなった。いわば将官として、軍艦の運用や乗組員の訓練を主導することになったのである。
同年12月、咸臨丸によって、外国奉行・水野筑後守を筆頭とする幕府の視察団が小笠原諸島へ旅だったが、物資輸送に使った千秋丸が老朽帆船であったため、年が明けてなお、千秋丸は小笠原諸島に行き着けないでいた。そのため、咸臨丸一行は難渋し、新たに蒸気船の派遣が望まれた。矢田堀は自ら朝陽丸艦長となり、無事、物資を届けるなど、小笠原諸島を日本領土として保全するためのこの施策において、艦船運航の重責を果たした。
文久2年（1862年）は、幕府外交において多難な年だった。坂下門外の変、生麦事件が起こり、国内に攘夷感情が沸騰する中、イギリスをはじめとする諸外国との折衝は困難をきわめる。生まれたばかりの幕府海軍は、艦船とそれを運用する人員の不足に苦闘しつつ、目前の課題に対応する必用があった。前年から引き続いた小笠原諸島の開拓、船舶安全運航のための沿岸測量などに従事する一方、この年、榎本武揚をはじめとする士官級から水夫までを、オランダ留学に送り出した。さらにこの年の暮れから翌年にかけては、将軍後見職となった一橋慶喜が上洛し、生麦事件賠償問題での緊急連絡や、イギリスとの対応に、数少ない幕府軍艦は度重なる出動を求められ、矢田堀は多忙をきわめた。
文久3年（1863年）3月、軍艦奉行並となる。しかし、これまで幕府海軍の中心になってきた木村芥舟は、すでに軍艦奉行を辞していた上、先に軍艦奉行並となっていた勝海舟は、咸臨丸での渡米後しばらく海軍を離れていたこともあって、海軍中枢メンバーと折り合いが悪かった。さらに翌元治元年（1864年）、軍艦奉行となった勝海舟は、神戸海軍操練所を設立して、これまでの幕府海軍とはまったくちがう方向を指向した。この操練所には反幕府の色合いを持つ諸藩生徒も多かったがために、禁門の変で長州藩が朝敵となった後、勝は罷免され、その巻き添えを食った形で、矢田堀もお役御免となった。

### 最後の海軍総裁
矢田堀が幕府の海軍総裁に就任したのは鳥羽・伏見の戦いの敗戦の後である。この時点で幕府艦隊を掌握していたのは副総裁の榎本武揚であり、榎本は新政府への軍艦引き渡しを拒んだ末に北へ向かった。同艦隊には矢田掘の甥の荒井郁之助や弟子の甲賀源吾などが含まれている。
矢田堀は徳川家の静岡藩への転出に従って、静岡に移った。以降、静岡で沼津兵学校校長を務めたほか、のちには東京へ出て新政府にも出仕した。工部省、左院などを転々としたが、海軍に関係する職としては、海軍職制臨時取調掛や管船局事務取扱といった軽いものばかりで、不遇の思いを募らせていたとされる。勝海舟の言によれば、酒と碁でその鬱屈を紛らしていたと伝わる。明治13年（1880年）に『海上衝突予防規則平仮名附及航法図航海術』、翌年に『英華学芸辞書』を出版している。
明治20年（1887年）末、数えの59歳で死去。墓所は新宿区宗源寺。

## 矢田堀鴻を題材とした作品
- 植松三十里『群青 日本海軍の礎を築いた男』（文藝春秋、2008年） ISBN 978-4-16-326810-1